# Prismă apeirogonală
În geometrie o prismă apeirogonală sau prismă infinită este limita aritmetică a familiei de prisme; poate fi considerată un poliedru infinit sau o pavare a planului.
Thorold Gosset a numit-o „semiverificare bidimensională”, ca un singur rând al unei table de șah.

## Descriere
Dacă fețele sunt pătrate, este o pavare uniformă. În cazul general poate avea două seturi de pătrate congruente alternante, înconjurate de două semiplane, însă structura rămâne uniformă.

Varianta uniformă cu fețele pătrate alternate colorate diferit
Pavarea duală este bipiramida apeirogonală

## Pavări și poliedre înrudite
Pavarea apeirogonală este limita aritmetică a familiei de prisme t{2, p} sau p.4.4, deoarece p tinde la infinit, transformând astfel prisma într-o pavare euclidiană.
O operație de alternare poate crea o antiprismă apeirogonală care are câte trei triunghiuri și câte un apeirogon la fiecare vârf.
Similar poliedrelor uniforme și pavărilor uniforme, pe baza pavărilor apeirogonale regulate pot fi create opt pavări uniforme. Formele rectificate și cantelate sunt dubluri și, deoarece de două ori infinitul este tot infinit, trunchierea și omnitrunchierea sunt, de asemenea, dubluri, reducând astfel numărul de forme unice la patru: pavarea apeirogonală, hosoedrul apeirogonal, prisma apeirogonală și antiprisma apeirogonală.
| (∞ 2 2)                 | Părinte              | Trunchiat            | Rectificat           | Bitrunchiat           | Birectificat (dual)    | Cantelat              | Omnitrunchiat (cantitrunchiat) | Snub                      |
| ----------------------- | -------------------- | -------------------- | -------------------- | --------------------- | ---------------------- | --------------------- | ------------------------------ | ------------------------- |
| Simbol Wythoff          | 2 \| ∞ 2             | 2 2 \| ∞             | 2 \| ∞ 2             | 2 ∞ \| 2              | ∞ \| 2 2               | ∞ 2 \| 2              | ∞ 2 2 \|                       | \| ∞ 2 2                  |
| Simbol Schläfli         | {∞,2}                | t{∞,2}               | r{∞,2}               | t{2,∞}                | {2,∞}                  | rr{∞,2}               | tr{∞,2}                        | sr{∞,2}                   |
| Diagramă Coxeter–Dynkin |                      |                      |                      |                       |                        |                       |                                |                           |
| Configurația vârfului   | ∞.∞                  | ∞.∞                  | ∞.∞                  | 4.4.∞                 | 2∞                     | 4.4.∞                 | 4.4.∞                          | 3.3.3.∞                   |
| Imagine pavare          |                      |                      |                      |                       |                        |                       |                                |                           |
| Numele pavării          | „Diedru” apeirogonal | „Diedru” apeirogonal | „Diedru” apeirogonal | „Prismă” apeirogonală | „Hosoedru” apeirogonal | „Prismă” apeirogonală | „Prismă” apeirogonală          | „Antiprismă” apeirogonală |